# Вилямовский язык

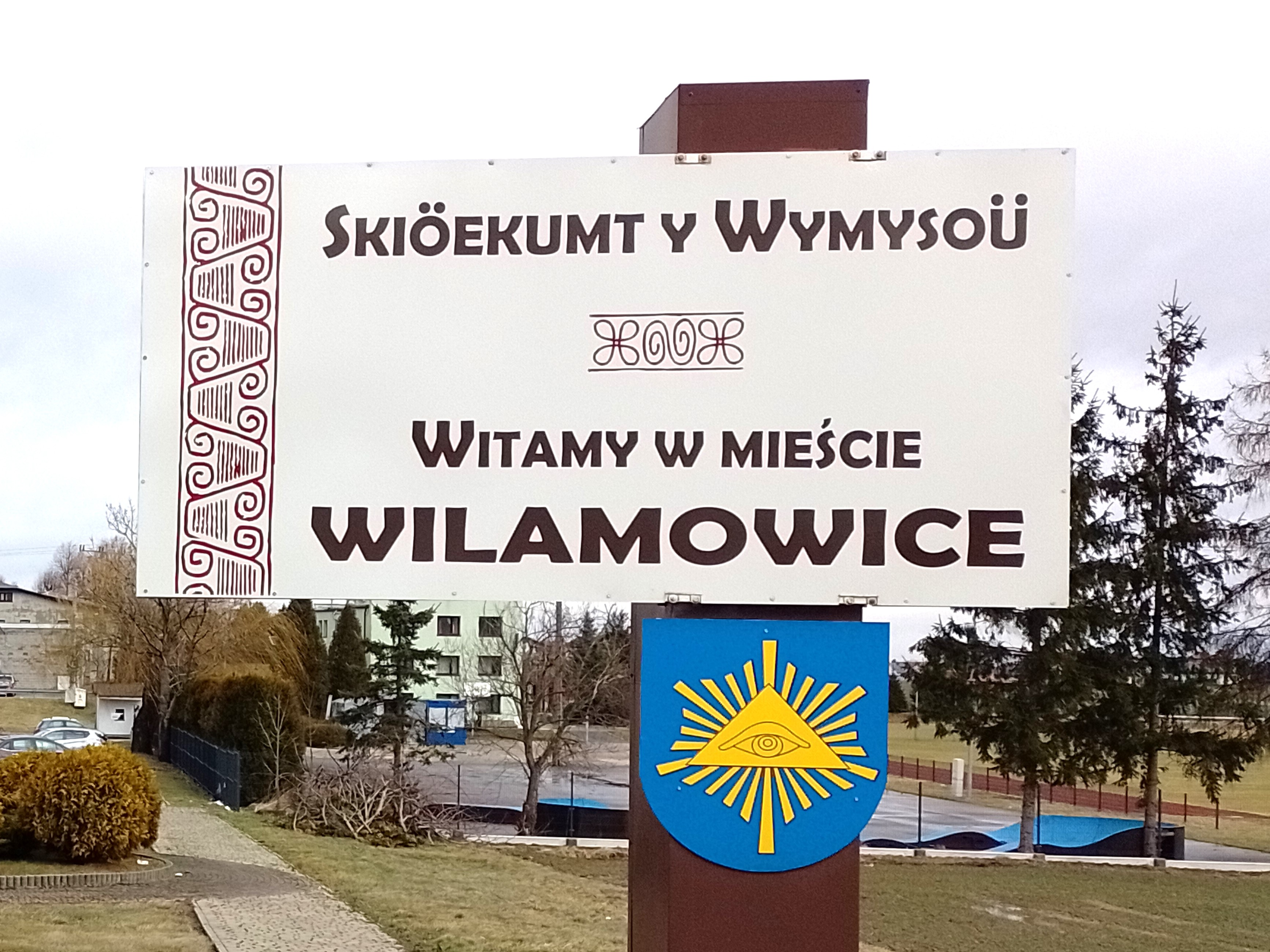
Указатель с надписью на вилямовском языке

Вилямовский язык (Wymysiöeryś) — западногерманский язык, который используется германоязычной этнической группой вилямовян в Польше в городе Вилямовице, на границе Силезии и Малой Польши. Считается, что вилямовский язык происходит от средневерхненемецкого XII века, со значительным влиянием польского и некоторым влиянием нижненемецкого, нидерландского, древнеанглийского и, возможно, фризского языков. 
В настоящее время язык находится под угрозой исчезновения. В 2017 г. было известно о 20 носителях этого языка.

## История
Считается, что вилямовский язык образовался от средневерхненемецкого в XII веке, со значительном влиянием со стороны польского и некоторым влиянием со стороны нижненемецкого, нидерландского, древнеанглийского и, возможно, фризского языков. 
Первые поселенцы в Вилямовицах были выходцами из Нидерландов, Германии и Шотландии, переселившимися в Польшу в XIII веке . Жители Вилямовиц всегда подчёркивали своё фламандское происхождение и отрицали немецкое. До 1939 года вилямовский язык использовался в Вилямовицах повсеместно. После Второй мировой войны местные коммунисты запретили использование языка, однако после 1956 года запрет был снят. В настоящее время вилямовский язык почти полностью вытеснен польским. Сегодня лишь около 20 человек, в основном старшее поколение, знают этот язык, и он вымирает.
Вилямовский язык был языком поэзии: в частности, в XIX веке на нём писал Флориан Бесик.

## Письменность
В течение многих столетий вилямовский был исключительно устным языком без письменности. Первым человеком, начавшим писать на этом языке, был Флориан Бесик. Для записи своих произведений он использовал польский алфавит. Современный алфавит для вилямовского языка был создан Йозефом Гарой и основан на латинице (во многом на польском алфавите); он состоит 34 букв (диграф ao считается отдельной буквой):
| Заглавные буквы | Заглавные буквы | Заглавные буквы | Заглавные буквы | Заглавные буквы | Заглавные буквы | Заглавные буквы | Заглавные буквы | Заглавные буквы | Заглавные буквы | Заглавные буквы | Заглавные буквы | Заглавные буквы | Заглавные буквы | Заглавные буквы | Заглавные буквы | Заглавные буквы | Заглавные буквы | Заглавные буквы | Заглавные буквы | Заглавные буквы | Заглавные буквы | Заглавные буквы | Заглавные буквы | Заглавные буквы | Заглавные буквы | Заглавные буквы | Заглавные буквы | Заглавные буквы | Заглавные буквы | Заглавные буквы | Заглавные буквы | Заглавные буквы |
| --------------- | --------------- | --------------- | --------------- | --------------- | --------------- | --------------- | --------------- | --------------- | --------------- | --------------- | --------------- | --------------- | --------------- | --------------- | --------------- | --------------- | --------------- | --------------- | --------------- | --------------- | --------------- | --------------- | --------------- | --------------- | --------------- | --------------- | --------------- | --------------- | --------------- | --------------- | --------------- | --------------- |
| A               | AO              | B               | C               | Ć               | D               | E               | F               | G               | H               | I               | J               | K               | Ł               | L               | M               | N               | Ń               | O               | Ö               | P               | R               | S               | Ś               | T               | U               | Ü               | W               | X               | Y               | Z               | Ź               | Ż               |
| Строчные буквы  |                 |                 |                 |                 |                 |                 |                 |                 |                 |                 |                 |                 |                 |                 |                 |                 |                 |                 |                 |                 |                 |                 |                 |                 |                 |                 |                 |                 |                 |                 |                 |                 |
| a               | ao              | b               | c               | ć               | d               | e               | f               | g               | h               | i               | j               | k               | ł               | l               | m               | n               | ń               | o               | ö               | p               | r               | s               | ś               | t               | u               | ü               | w               | x               | y               | z               | ź               | ż               |

## Лингвистические черты

### Фонетика и фонология

#### Гласные
К гласным звукам вилямовского языка относятся /i, ɪ, (ɨ), y, ʏ, (ʉ), u, e, ɛ, œ, ø, o, ɔ, ɘ, ə, a, ɑ/. Звуки /ɨ, ʉ/ являются аллофонами /ɘ, ə/.
Дифтонги: [i̯ø], [ɪ̯ɘ̟], [œʏ̯], [ei̯], [ai̯], [ɔi̯].
Есть также трифтонг [ʏ̯øœ̯].

#### Согласные[4]
|               |               | Губные | Переднеязычные | Постальвеолярные | Постальвеолярные | Альвеолярно-палатальные | Палатальные | Заднеязычные | Глоттальные |
| ------------- | ------------- | ------ | -------------- | ---------------- | ---------------- | ----------------------- | ----------- | ------------ | ----------- |
| Носовые       | Носовые       | m      | n              |                  |                  | ɲ̟                       |             | ŋ            |             |
| Взрывные      | глухие        | p      | t              |                  |                  |                         | c           | k            |             |
| Взрывные      | звонкие       | b      | d              |                  |                  |                         | ɟ           | ɡ            |             |
| Аффрикаты     | глухие        |        | t͡s             | (t̠͡s̠)             | t͡ʃ               | t͡ɕ                      |             |              |             |
| Аффрикаты     | звонкие       |        | (d͡z)           | (d̠͡z̠)             | (d͡ʒ)             | (d͡ʑ)                    |             |              |             |
| Щелевые       | глухие        | f      | s              | (s̠)              | ʃ                | ɕ                       | (ç)         | x            | h           |
| Щелевые       | звонкие       | v      | z              | (z̠)              | ʒ                | ʑ                       |             |              |             |
| Дрожащие      | Дрожащие      |        | r              |                  |                  |                         |             |              |             |
| Боковые       | Боковые       |        | l              |                  |                  |                         |             |              |             |
| Аппроксиманты | Аппроксиманты | w      |                |                  |                  |                         | j           |              |             |

Особенности произношения согласных:
- звонкие согласные на конце слов оглушаются;
- то, какой согласный произносится в слове — /x/ или /h/ — зависит от говорящего;
- то же самое наблюдается в случае с /ʃ, ʒ, t͡ʃ/ и /ɕ, ʑ, t͡ɕ/;
- /ç/ произносится в конце слова как аллофон /x/;
- /d͡z, d̠͡z̠, d͡ʒ, d͡ʑ/ встречаются лишь в заимствованиях из польского языка; в них также могут встречаться /s̠, z̠, t̠͡s̠, d̠͡z̠/.

## Примеры
Колыбельная на вилямовском языке и в русском переводе:
Śłöf duy buwła fest!
Skumma fremdy gest,
Skumma muma ana fettyn,
Z' brennia nysła ana epułn,
Śłöf duy Jasiu fest
Спи, мой мальчик, крепко!
Незнакомцы приходят,
Тётушки и дядюшки приходят,
Приносят орехи и яблоки,
Спи, Ясю, крепко
Текст молитвы «Отче наш»:

Ynzer Foter, dü byst ym hymuł,
Daj noma zuł zajn gywajt;
Daj Kyngrajch zuł dö kuma;
Daj wyła zuł zajn ym hymuł an uf der aot;
dos ynzer gywynłichys brut gao yns haojt;
an fercaj yns ynzer siułda,
wi wir aoj fercajn y ynzyn siułdigia;
ny łat yns cyn zynda;
zunder kaonst yns reta fum nistgüta.
Do Dajs ej z Kyngrajch an dy maocht, ans łaowa uf inda.
Amen